# Skinnerita
La skinnerita és un mineral de la classe dels sulfurs. Rep el nom en honor de Brian John Skinner (15 de desembre de 1928 a Wallaroo, Austràlia Meridional - 21 d'agost de 2019 New Haven, Connecticut), professor de geologia econòmica a la Universitat Yale, EUA.

## Característiques
La skinnerita és una sulfosal de fórmula química Cu₃SbS₃. Cristal·litza en el sistema monoclínic. La seva duresa a l'escala de Mohs és 3.
Segons la classificació de Nickel-Strunz, la skinnerita pertany a «02.GA: nesosulfarsenats, nesosulfantimonats i nesosulfbismutits sense S addicional» juntament amb els següents minerals: proustita, pirargirita, pirostilpnita, xantoconita, samsonita, wittichenita, lapieïta, mückeïta, malyshevita, lisiguangita, aktashita, gruzdevita, nowackiïta, laffittita, routhierita, stalderita, erniggliïta, bournonita, seligmannita i součekita.

## Formació i jaciments
Va ser descoberta al fiord Kangerluarsuk, dins el Complex d'Ilímaussaq, a Narsaq (Kujalleq, Groenlàndia). També ha estat descrita a Alemanya, Bulgària, Eslovàquia, Hongria, Romania, l'Índia, la República Popular de la Xina i els Estats Units.